# Maurice Delaunay
Pour les articles homonymes, voir Delaunay.
Maurice Delaunay, né le 25 février 1901 à Thury-Harcourt et mort le 17 mars 1995 à Caen, est un homme politique français.

## Biographie
Il effectue de brillantes études à l'École nationale supérieure d'horticulture de Versailles dont il sort avec son diplôme d'ingénieur horticole. Devenu agriculteur, il s'établit à Curcy, dans le Calvados, village dont il devient maire en 1935. L'année suivante, il est élu député et abandonne son mandat de maire.

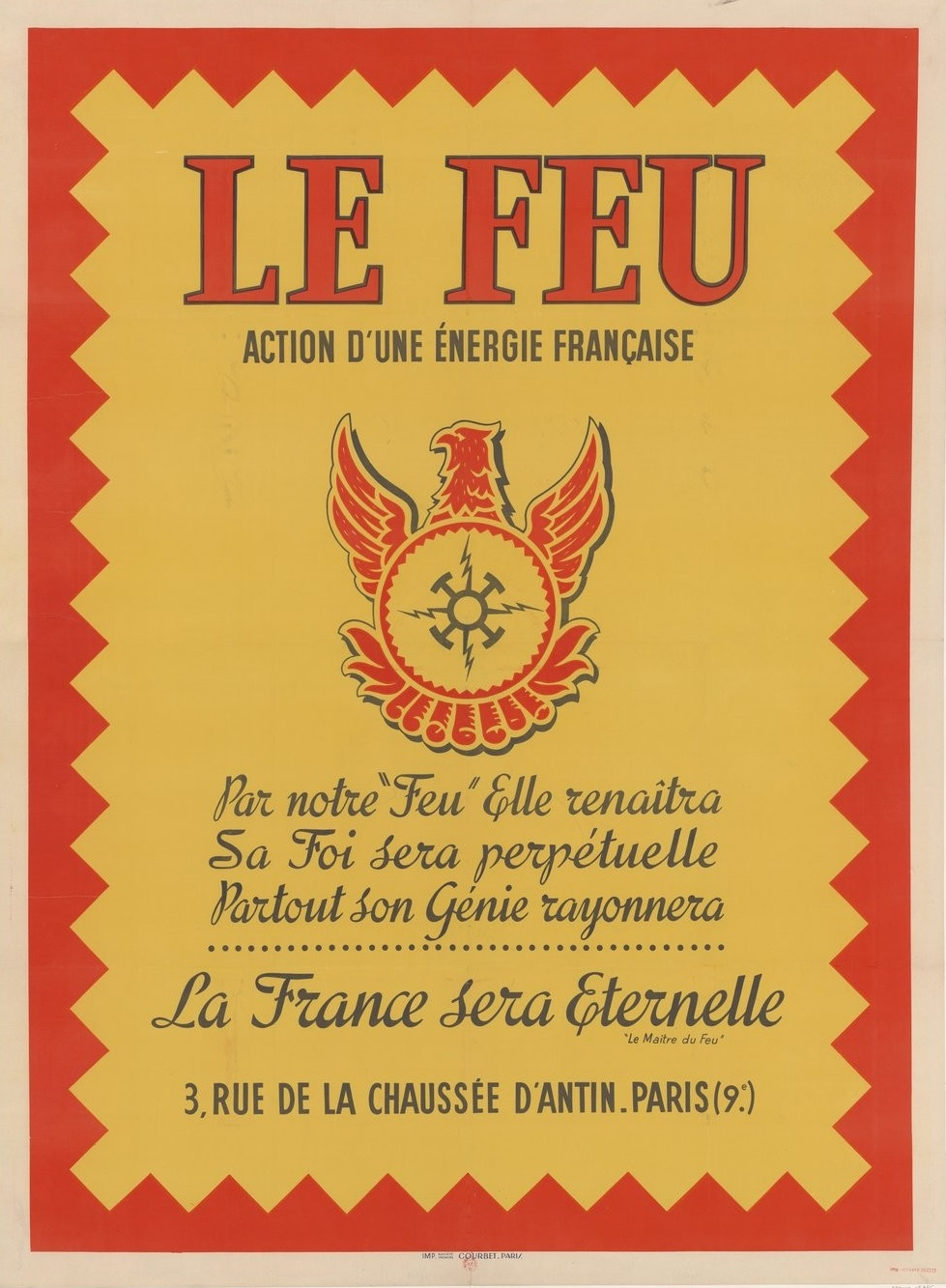
Affiche du Feu, groupuscule collaborationniste de Maurice Delaunay, 1941.

Non-inscrit à la Chambre des députés, il choisit néanmoins de siéger comme apparenté au groupe des démocrates populaires (démocrates-chrétiens). Le 10 juillet 1940, il vote en faveur de la remise des pleins pouvoirs au Maréchal Pétain.
S'ouvre alors une période brève mais extrêmement étrange de la vie de Maurice Delaunay. Esprit manifestement dérangé, il lance en 1941 le mouvement politique Le Feu dont il devient une sorte de président-gourou, se faisant désormais appeler François-Henry Prométhée, et se proclamant le Maître du feu. Il fait couvrir Paris d'affiches annonçant le sauvetage prochain du pays par ce Maître du feu. Il crée également un journal, La Tempête, qui, en des termes lyriques mais flous, diffuse un programme d'ordre nouveau, ainsi qu'une maison d'édition (« Les Éditions du Feu »).
Selon certaines sources, ce mouvement passablement délirant aurait pu être créé à l'instigation de l'Allemagne nazie, qui l'aurait également largement subventionné afin de discréditer la mouvance collaborationniste. L'aventure de François-Henry Prométhée alias Maurice Delaunay, Maître du feu, ne fut de toute façon, si l'on ose dire, qu'un feu de paille : après six mois d'existence, le mouvement est dissous et son chef charismatique, abandonnant définitivement toute activité politique, reprend son existence paisible d'agriculteur.
Accusé de collaboration après la Seconde Guerre mondiale, il obtient en janvier 1949 une ordonnance de non-lieu. Il meurt bien des années plus tard, à 94 ans, dans son Calvados natal.

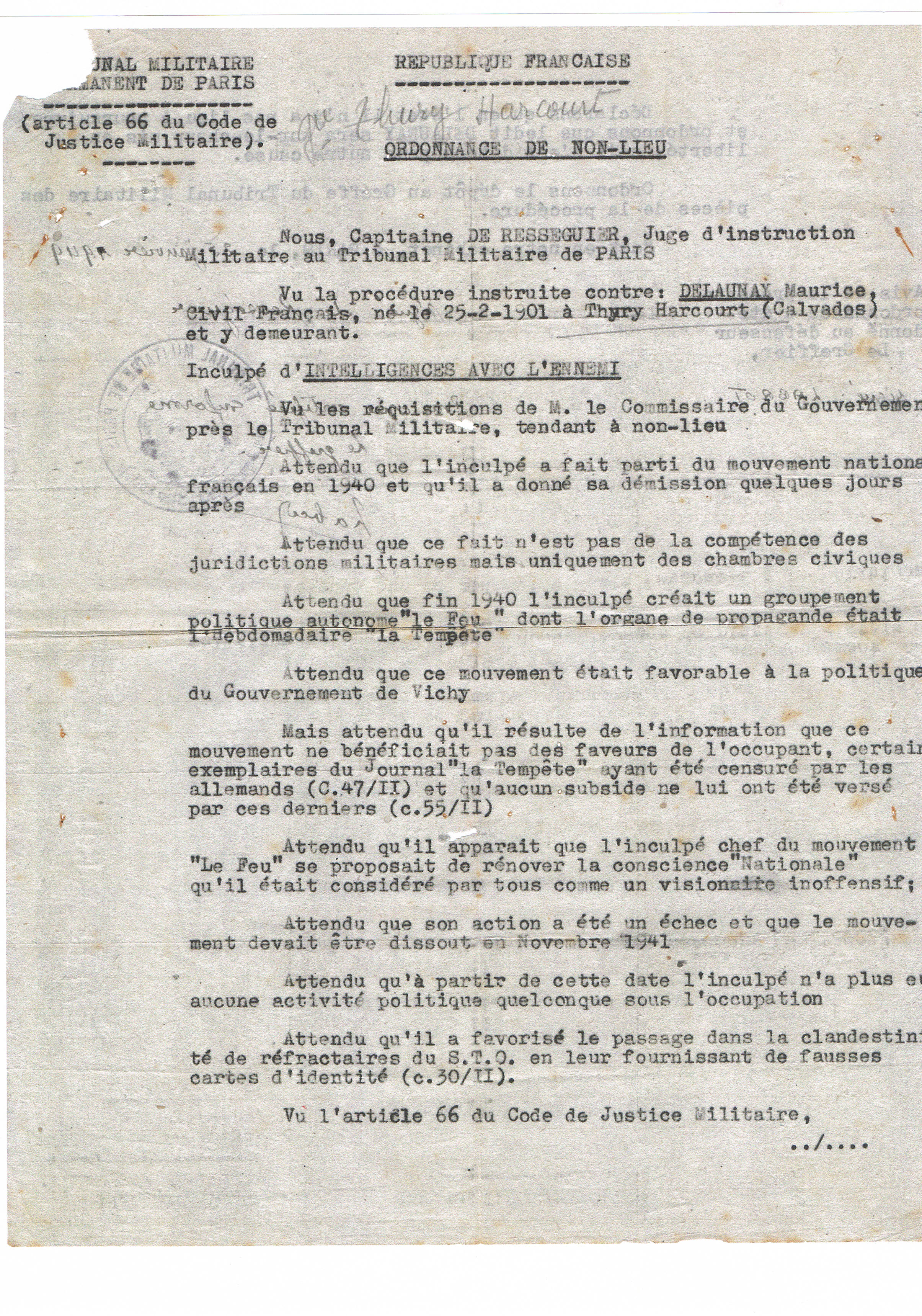
Ordonnance de non-lieu relative à Maurice Delaunay, prononcée par le Tribunal Militaire de Paris le 25 janvier 1949.
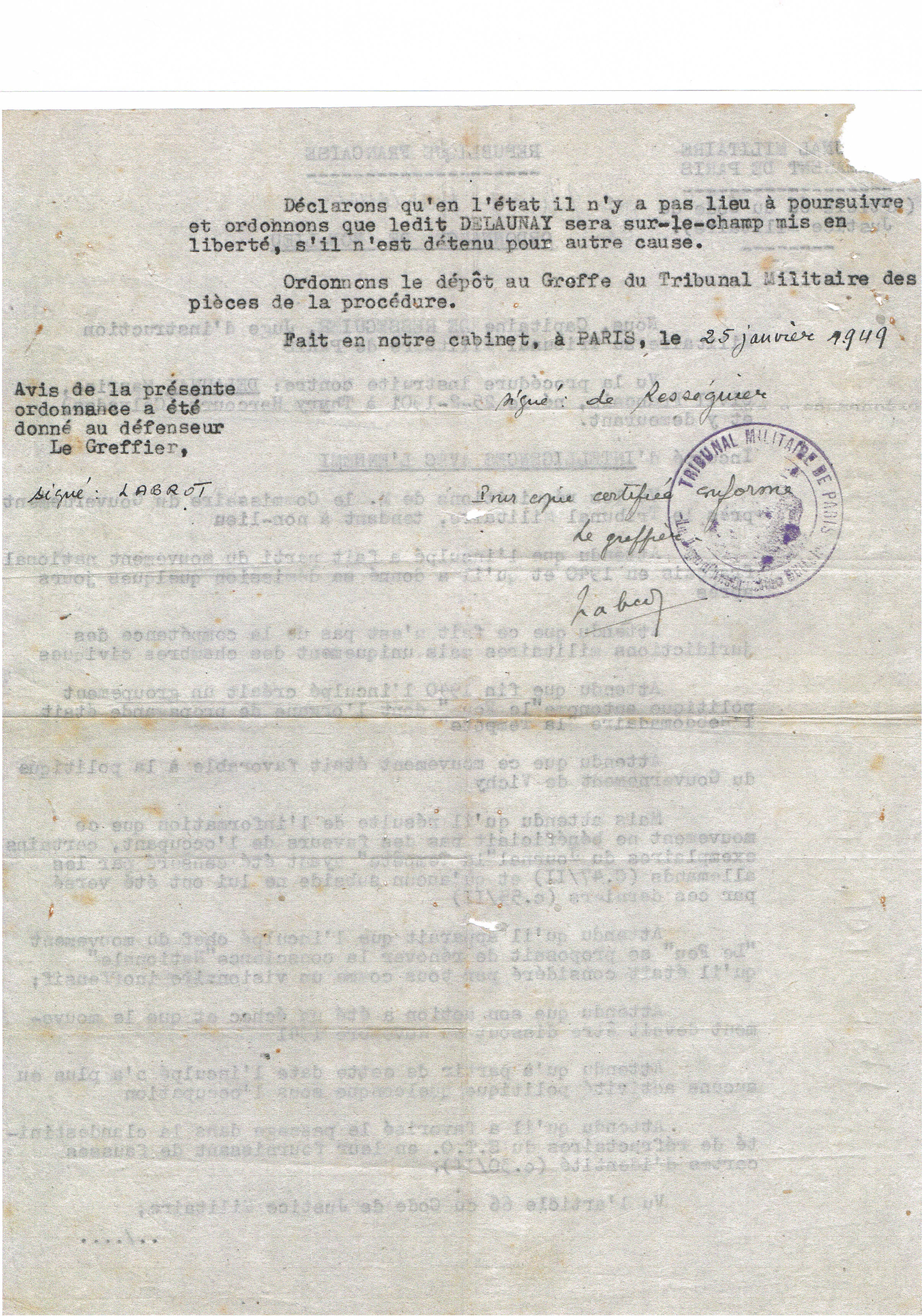
Non-lieu Maurice Delaunay - Source : Tribunal Militaire de Paris. 25 janvier 1949.